# Sztos 2
Sztos 2 – polska komedia sensacyjna z 2011 roku w reżyserii Olafa Lubaszenki. Kontynuacja filmu Sztos z 1997 roku.
Zdjęcia plenerowe: Warszawa, Sopot, Zakopane.

## Obsada
- Cezary Pazura − jako Kazik Czarnecki „Synek”
- Jan Nowicki − jako Eryk
- Ewa Gawryluk − jako Beata
- Borys Szyc − jako Janek
- Edward Linde-Lubaszenko − jako Edward „Markiz”
- Bogusław Linda − jako Królikowski „Królik”, major SB
- Bartłomiej Topa − jako Ludwik, skarbnik Solidarności
- Janusz Józefowicz − jako Adaś
- Mirosław Zbrojewicz − jako „Buźka”
- Michał Milowicz − jako „Student”
- Michał Piela − jako SB-ek Marian Lachoń, człowiek „Królika”
- Gabriela Całun(inne języki) − jako Ola
- Tomasz Sapryk − jako milicjant z patrolu
- Jerzy Kolasa(inne języki) − jako Wacek
- Olaf Lubaszenko − jako Mietek
- Roman Bugaj − jako zomowiec
- Krzysztof Kamiński − jako Bronek Liliput
- Sławomir Sulej − jako zomowiec łysy
- Krzysztof Kiersznowski – jako Zdzisław „Bambaryła”, kierownik restauracji
- Ryszard Chlebuś – jako szatniarz
- Piotr Dąbrowski – jako zomowiec
- Janusz Stokłosa – jako klawiszowiec w restauracji
- Grzegorz Skrzecz – jako Grześ

## Fabuła
Rok 1981, początek stanu wojennego. Doświadczony cinkciarz, hazardzista i oszust Synek oraz jego młody podopieczny Janek potrafią odnaleźć się w najbardziej ponurej rzeczywistości. Po pobycie w Zakopanem, gdzie kantują naiwniaków na walucie i wygrywają nie do końca uczciwą partyjkę pokera, wybierają się na drugi koniec Polski do rodzinnego Sopotu. Po drodze zatrzymują się na noc w Krakowie u starego kumpla Markiza, który zleca im przetransportowanie do Warszawy poszukiwanego działacza Solidarności. Szczęście kanciarzy wyczerpuje się i trafiają w ręce funkcjonariuszy milicji. Nieoczekiwanie z tarapatów ratuje ich oficer Urzędu Bezpieczeństwa, Mietek Królikowski. W rewanżu chce tego, by cinkciarze skupowali dla niego waluty. Synek i Janek przystają na propozycję, a o pomoc w zorganizowaniu przedsięwzięcia zwracają się do cieszącego się estymą w branży Eryka. Cinkciarze obmyślają plan oszukania funkcjonariuszy bezpieki i zgarnięcia pieniędzy dla siebie.

## Nagrody
- Wąż w kategorii Plakat (wygrana)
- Wielki Wąż w kategorii Najgorszy film (nominacja)
- Wąż w kategoriach Najgorsza reżyseria Olaf Lubaszenko, Najgorszy scenariusz Jerzy Kolasa, Olaf Lubaszenko, Komedia, która nie śmieszy (nominacje)
- Złota Kaczka w kategorii Najlepszy film Olaf Lubaszenko (nominacja)
- Złota Kaczka w kategorii Najlepszy aktor Bogusław Linda (nominacja)
- Złota Kaczka w kategorii Najlepszy aktor Cezary Pazura (nominacja)
- Złota Kaczka w kategorii Najlepszy aktor Borys Szyc (nominacja)
- Złota Kaczka w kategorii Najlepszy scenariusz Jerzy Kolasa, Olaf Lubaszenko (nominacja)
- Złota Kaczka w kategorii Najlepsze zdjęcia Piotr Wojtowicz (nominacja)[1]